# Vallières-lès-Metz
Pour les articles homonymes, voir Vallières.
Vallières est un ancien petit village et une ancienne commune de Moselle de 273 hectares au pied des fortifications messines. La commune de Vallières-lès-Metz fusionne avec Metz le 9 décembre 1961 et devient un grand quartier d’habitat résidentiel situé au nord-est de la ville : 94 % des constructions datent d’après 1949. Il a été associé aux Bordes, ancien secteur annexe de la commune de Borny, pour former le quartier actuel de Vallières-Les Bordes s'étendant sur 312 hectares.

## Géographie
Le quartier de Vallières-Les Bordes s'étend au nord de celui de Borny entre les communes de Saint-Julien-lès-Metz et Vantoux. Le nord du quartier est limité par le fort de Saint-Julien. C’est un quartier de plateau organisé autour du ruisseau de Vallières, un affluent de la Moselle, et qui montre une topographie caractérisée par trois secteurs :
- les Hauts de Vallières sont inscrits sur le rebord ouest du Plateau lorrain (296 m) ;
- le vieux village et son développement sur la Corchade dans la vallée du ruisseau de Vallières (180 m) ;
- le secteur des Bordes au sud-ouest, entre Bellecroix et Borny, est compris entre deux vallées (209 m).

## Transports
Le quartier de Vallières-Les Bordes est desservi par les lignes L1 (Corchade), C11 (Hauts de Vallières) et C13 (village de Vallières) du réseau Le Met'. La fréquence des bus varie de 10 min pour le L1, à 30 min pour le C13.
Le quartier est également desservi par la navette N18 (4 bus/jour) et la ligne suburbaine P109 qui ne passe la plupart du temps que sur réservation.
À la suite de la suppression en septembre 2013 de la ligne 17 qui, d'après les décideurs n'était pas rentable  , trois   arrêts : Mélèzes, Aulnes et Cèdres situés tous les trois rue des carrières ne sont plus desservis que par la navette 18.
Pour se déplacer, du lundi au vendredi, cette navette ne propose que deux possibilités pour les départs (le matin avant 8h30) et que trois possibilités pour les retours (à partir de 16h20).
il n’y a donc pas la possibilité de rentrer entre midi (sauf le mercredi) ou de ne partir qu'en début d'après-midi. Les usagers sont obligés de partir pour la journée. Le terminus est l'arrêt du square du Luxembourg, à environ dix minutes à pied du centre de Metz.
Cette navette ne fonctionne pas les samedis  après-midi, ni  les dimanches et jours fériés, ni pendant toutes les vacances scolaires.
Aucun autre moyen de transport n'est proposé pendant toutes ces périodes, les usagers se retrouvent sans service de transport. De ce fait, une voiture reste indispensable pour les déplacements quotidiens ce qui va à l'encontre de l'objectif principal du nouveau service de transport Le Met' mis en place en octobre 2013 par l'équipe municipale  .
Ces trois arrêts précités ne bénéficient pas d'un abri, leur indication se résume à un simple poteau.

## Toponymie

### Vallières
Évolution de l’orthographe du nom du village (date du document dans lequel l’orthographe est rencontrée) : Wallerias (1053) ; – Valeria (1177) ; – Valerie (1178) ; – Valeriæ (1181) ; – Aleriæ (1192) ; – Valières (XIVe siècle) ; – Vailieres (1344) ; – Walliere (XVe siècle) ; – Wallière (1404) ; – Valleriæ (1462) ; – Valtier (XVIe siècle) ; – Vaillières (1518) ; – Waillier (1523) ; – Vallier (1552) ; – Valliers (1635) ; – Valière (1756).
En lorrain roman : Valire. En allemand : Wallern (1915-1918 et 1940-1944).

### Les Bordes
Anciennes mentions : Lez Bordes desors Valières (1276) ; Bordes sus Valières (1298) ; Burdis supra Valieris (1306) ; Les Burdes (1329) ; Les Bourdes (1444) ; Les Bourdes de Vallier (1500) ; Bourdes (XVIe siècle) ; Les Bordes de Vailière, les Bordes de Borny (1553) ; La Grange-aux-Bordes (XVIIIe siècle).
En lorrain roman : les Bottes.
Borde « cabane, maisonnette, métairie » est un mot d’origine germanique (francique bort « planche », d’où borda « cabane » en latin tardif), désignant d’abord la maison isolée, puis des hameaux.

## Histoire
Le village de Vallières fut longtemps victime des caprices de l’histoire messine. Envahi plus d’une dizaine de fois du Moyen Âge à l’Époque moderne, au gré des divers sièges de Metz, le village s’est toujours relevé de la ruine grâce à la richesse de ses hectares de vigne. L’extraction et la transformation de la pierre à chaux, très prisée dans tout le pays messin, concourait elle aussi à la subsistance des habitants.
La bataille de Borny-Colombey du 14 août 1870  et le siège de Metz par les Prussiens, puis l’annexion au Reich modifièrent le paysage de Vallières. Le village ne fut pas épargné par le vaste mouvement de fortifications consécutif à la guerre de 1870. Les ingénieurs allemands transformèrent les simples terrassements de la batterie des Bordes située entre Borny et Vallières entamée par les Français, en petit fort trapézoïdal pouvant accueillir 16 pièces d’artillerie et 130 hommes de garnison.
Le fort des Bordes, ébauché par les Français en 1870, est fortement remanié et modernisé par les Allemands entre 1874 et 1875. Appartenant à la première ceinture fortifiée de Metz, le fort est baptisé Fort Zatrow. L’ouvrage sera déclassé en 1954 puis presque totalement remblayé lors de la construction de Borny. Seules ses superstructures sont encore visibles actuellement.
Un important réseau de routes stratégiques fut construit pour relier le fort et les divers abris et batteries présents sur le ban de Vallières au reste de la place. Pour des raisons stratégiques, ou pour contrer le phylloxéra, toutes les vignes du coteau furent arrachées entre 1887 et 1890. Enfin, une gare pour voyageurs et marchandises fut construite en 1908 en même temps que la ligne de chemin de fer stratégique reliant Metz à Anzeling.
Lors de la seconde annexion, le 1er octobre 1940, la commune de Vallières, rebaptisée "Wallern", intégra le district urbain de Metz (Stadtkreis Metz). Malgré la combativité des troupes allemandes de la 462e Volks-Grenadier-Division de l'armée de Knobelsdorff, Vallières est libérée par la 5e DI de l'armée Patton le 21 novembre 1944, à la fin de la bataille de Metz, mettant ainsi fin à quatre années de souffrance.
Village-rue typique, Vallières connut une rapide transformation après la Seconde Guerre mondiale. Le 4 décembre 1961, Vallières-lès-Metz, Borny et Magny fusionnent d’un commun accord avec Metz (JO du 8 décembre 1961). Cette date marquera le début de l’urbanisation moderne. L’emprise de la voie ferrée, déclassée en 1968, sera réutilisée par la RN 233, principale voie d’accès à Metz depuis l’est.
En 1970, la Zone d’Aménagement Concerté (ZAC) intercommunale de Saint-Julien-lès-Metz–Vallières est créée sur le plateau surplombant le village et sur une partie du coteau. L’aménagement d’une des premières ZAC de France fut confié à l’architecte Dubuisson, qui lui donnera son dessin si particulier. Cette opération qui a marqué le coup d’envoi de l’urbanisation du nouveau quartier messin s’est terminée en 1997.
Depuis plan local d'urbanisme en 2000, le quartier comprend Les Bordes et est nommé Vallières-Les Bordes. Il compte 312 ha (7,5 % de Metz), 9 697 habitants (7,8 % de Metz) et plus de 4 186 logements (7,2 % de Metz).
En 2016, de fortes pluies provoquent des inondations (débordement du ruisseau de Vallières, ruissellements) dans le quartier et plusieurs points sont touchés

### Blasonnement
| Blason de Vallières-lès-Metz | Blason  | D’argent à la bande de gueules chargée de trois tours d‘or.                                                                               |
| Blason de Vallières-lès-Metz | Détails | Ce sont les armes de la famille Faulquenel, membre des paraiges messins, qui a donné son nom à l‘un des quatre anciers bans de Vallières. |

## Démographie
| 1646             | 1735    | 1789            | 1793 | 1800 | 1806 | 1821 | 1836 | 1841 |
| ---------------- | ------- | --------------- | ---- | ---- | ---- | ---- | ---- | ---- |
| 59 feux (193 h.) | 71 feux | 100 feux (est.) | 501  | 477  | 536  | 524  | 653  | 662  |

| 1861 | 1866 | 1871 | 1875 | 1880 | 1885 | 1890 | 1895 | 1900 |
| ---- | ---- | ---- | ---- | ---- | ---- | ---- | ---- | ---- |
| 533  | 536  | 711  | 527  | 592  | 539  | 670  | 600  | 700  |

| 1905  | 1910 | 1921 | 1926 | 1931 | 1936  | 1946  | 1954  | 1999  |
| ----- | ---- | ---- | ---- | ---- | ----- | ----- | ----- | ----- |
| 1 032 | 907  | 753  | 879  | 977  | 1 073 | 1 099 | 1 129 | 9 697 |

### Personnalité née à Vallières-lès-Metz
- Jean-Pierre Jean (1872-1942), député français de la IIIe République.

## Lieux et monuments

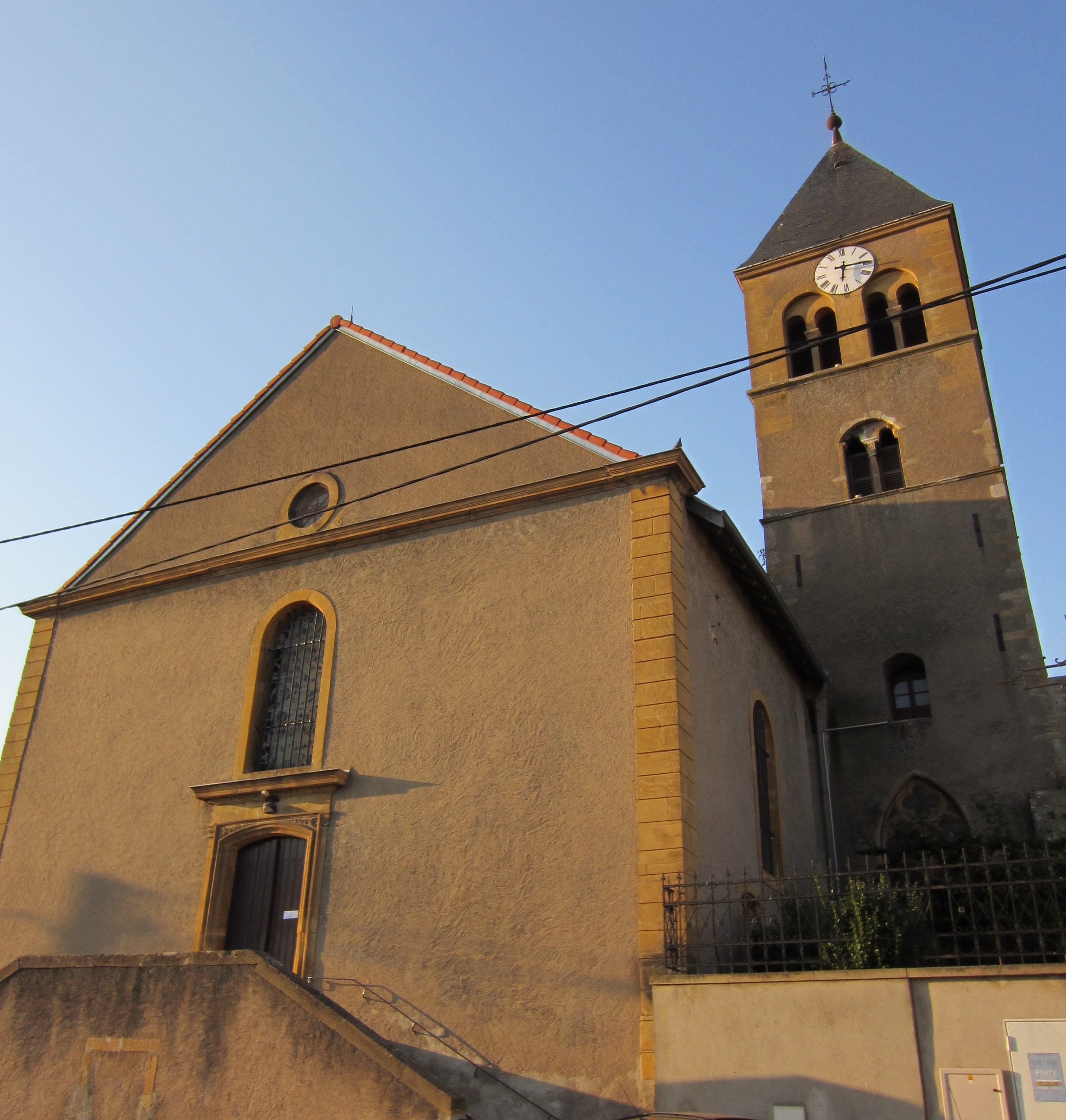
Église Sainte-Lucie.

- lavoir, des réparations sont datées de 1884 ;
- pigeonnier au centre du village ;
- monuments aux morts des guerres de 1914-18 et 1939-45 ;
- église Sainte-Lucie, XIe siècle, clocher roman du XIIe siècle.

### Édifices civils
- mairie du quartier de Vallières / Les Bordes, 3 rue des Bleuets ;
- halte-Garderie de Vallières, sur les Hauts de Vallières au 36 rue des Marronniers ;
- unité de vie Les Roses, 30 rue des Marronniers : petite structure gérée par l'AMAPA avec a une capacité maximale de 12 personnes en accueil permanent, auquel peut s'ajouter l'accueil temporaire des personnes en perte d'autonomie.

### Enseignement
- école maternelle et primaire des Hauts de Vallières, 10 bis rue des Carrières ;
- école primaire la Corchade au 23 et école maternelle les Sources au 24, rue Faulquenel ;
- école primaire et maternelle le Val au nº 53, rue Charlotte-Jousse ;
- école primaire les Bordes et école maternelle les Peupliers, 12 rue du Professeur Jeandelize ;
- centre médico-scolaire de Vallières / Les Bordes, 23 rue du Professeur Jeandelize.